# Huracán Florence (2000)
El huracán Florence fue un huracán de categoría 1 en la escala Saffir-Simpson que llegó a la intensidad del huracán en tres ocasiones. El ciclón tropical y decimosexta tormenta con nombre del 2000, Florence se desarrolló el 10 de septiembre de un frente frío al suroeste de Bermudas. Inicialmente como un ciclón subtropical, se organizó rápidamente, alcanzando la categoría de huracán dos veces en un período de dos días antes de debilitarse, mientras que permanecía casi estacionario. Florence aceleró hacia el noreste, alcanzando vientos máximos de huracán después de pasar cerca de las Bermudas. El 17 de septiembre, la tormenta fue absorbida por una mayor tormenta extratropical. El huracán Florence amenazó Bermudas durante su tercera estancia en la intensidad de huracán, con lo que vientos de tormenta tropical para la isla pero sin causar daños reportados. Sin embargo, tres muertes en Carolina del Norte fueron atribuidas a las corrientes de resaca provocada por el huracán el 12 de septiembre.